# Dennis Russ
Dennis Russ (* 5. Juni 1992 in Weingarten) ist ein ehemaliger deutscher Fußballspieler, der beim FSV Frankfurt unter Vertrag stand.

## Karriere
Russ begann seine Karriere im Erwachsenenbereich bei der zweiten Mannschaft des SC Freiburg, für den er bis ins Jahr 2011 in der Jugend aktiv gewesen war. Von 2009 bis 2012 besuchte er die Max Weber-Schule in Freiburg. Nach vier Spielzeiten bei der zweiten Mannschaft des SC in der Regionalliga wechselte er im Sommer 2015 zum fränkischen Drittligaaufsteiger Würzburger Kickers. Am 25. Juli 2015 debütierte er bei einem torlosen Unentschieden gegen den SV Wehen Wiesbaden in der 3. Fußball-Liga, sein erstes Profitor erzielte er am 25. August gegen die zweite Mannschaft des VfB Stuttgart. 
In der Winterpause 2017 wechselte Russ zum FSV Frankfurt. Der Verein stieg am Saisonende nach einem Insolvenzantrag in die Regionalliga Südwest ab und Russ verließ den Verein wieder.
Aufgrund einer schweren Knieverletzung musste Russ seine Karriere beenden.

## Erfolge
- Aufstieg in die 2. Bundesliga: 2016 mit den Würzburger Kickers